# Adeodato López
Adeodato López fue un futbolista mexicano. López, fue uno de los primeros representantes de la selección de fútbol de México, donde incluso en uno de los partidos contra Guatemala, marcando 6 goles, junto a sus compañeros Carlos Garcés, Mauro Guadarrama, Horacio Ortíz y José Díaz Izquierdo. Vistió las camisetas de Germania FV y del Club América; marcó el primer gol en la historia de la Selección Mexicana contra Guatemala en el minuto 42 del primer partido del combinado mexicano el 9 de diciembre de 1923. Durante los Juegos Olímpicos de Ámsterdam 1928, jugó el partido contra Chile, que se perdió 3 a 1.

## Selección mexicana
| # | Fecha                   | Lugar                    | Oponente  | Gol | Resultado | Competición |
| - | ----------------------- | ------------------------ | --------- | --- | --------- | ----------- |
| 1 | 9 de diciembre de 1923  | Ciudad de México, México | Guatemala | 1–0 | 2–1       | Amistoso    |
| 2 | 16 de diciembre de 1923 | Ciudad de México, México | Guatemala | 1–1 | 3-3       | Amistoso    |
| 3 | 16 de diciembre de 1923 | Ciudad de México, México | Guatemala | 3-3 | 3-3       | Amistoso    |

## Palmarés

### Como jugador
| Título                     | Club         | País   | Año     |
| -------------------------- | ------------ | ------ | ------- |
| Primera División de México | Club América | México | 1927-28 |